# マメザクラ
マメザクラ（豆桜、学名: Cerasus incisa または Cerasus incisa var. incisa）はバラ科、サクラ属の落葉低木のサクラ。日本の固有種で、日本に自生する10もしくは11種あるサクラ属の基本野生種の一つ。関東・中部・近畿に自生し、特に富士山近辺やその山麓、箱根近辺等に自生していることから、フジザクラやハコネザクラとも言う。マメ(豆)の名が表すように、この種は樹高が大きくならず、花も小さい。サクラの中でも個体ごとに変異が大きく種間雑種しやすく、多くの栽培品種の基になっている。また、この種は山梨県の県の花に指定されている。

## 名称
和名「マメザクラ」は、サクラ類としては全体に小型なことにより名付けられたものである。別名の「フジザクラ」は、富士山周辺に多くあるサクラで、他のサクラよりも白色を帯びて小さいことから名づけられている。

## 分布・生育地
日本の本州のうち、関東地方西南部、山梨県、長野県、静岡県に分布し、富士山周辺部に多い。山地や丘陵地に生える。亜高山気候の場所でも育ち、一般的な桜より寒さに耐えられ-20℃にも耐える。

## 特徴
落葉広葉樹の小高木で、高さは3 - 8メートル (m) になる。平均的な樹高は4 m程度・太さは10センチメートル (cm) で、伊豆半島に自生するものは例外的に樹高6 m以上・太さ20 cmほどに大型化するものもあるが、基本的に大きくならない種である。幹は下部から枝分かれすることが多く、細い枝を長く伸ばす。樹皮は暗灰色で横長の皮目がある。一年枝は濃灰褐色で、ほぼ無毛である。葉は互生して、長さ2 - 5 cmの倒卵形から卵形で、サクラ類の中でも小さい。葉縁は鋸状の部分の切込みが深い欠刻状の重鋸葉がある。
花期は3 - 5月。樹高2 m程度でも開花する樹形で、花は葉よりも早いか同時に、直径20 - 25ミリメートル (mm) ほどの5弁花が下向きに咲く。花色は淡紅色から白色を帯び、サクラの中でも小さい部類に入る。萼筒は紅褐色をしている。果期は5 - 6月。実は赤黒く熟する。
冬芽は枝先に頂芽がつき、枝に側芽が互生する。頂芽・側芽ともほぼ同型で、褐色の卵形をしていて芽鱗6 - 9枚に包まれている。冬芽もサクラ類としては小さい。葉痕は三日月形や三角形で、維管束痕は3個見える。
個体ごとの変異が大きい。この特徴は栄養や気候から生育の難しく大きく成長できない亜高山帯でも子孫を残せるように変化したものだと考えられる。サクラは種間雑種を作りやすいが中でもマメザクラは種間雑種を作りやすい。普通は自生しているサクラの種間雑種は個体単位に過ぎないが、マメザクラとの種間雑種では、集団で群生して安定して自生している場合がある。例えば四国の石鎚山に分布するイシヅチザクラは、マメザクラとタカネザクラの種間雑種で両者の中間的な形態をしており、集団で群生して安定して自生している。

## 利用
あまり大きくならないサクラの樹種として、庭木に好まれる。大きく育たなくとも花を咲かせる特徴があるため、庭木や盆栽としても非常に有用である。この特徴からコヒガン系などの多くの栽培品種の基となってきた。

## 変種と分布域
種（species）としてのマメザクラの下位分類の変種（variety）には、南関東から中部にかけて分布する変種としてのマメザクラ、北陸から近畿に分布するキンキマメザクラ（近畿豆桜）、北関東に分布するブコウマメザクラ（武甲豆桜）の3つに分けられる。
変種のマメザクラの分布域は富士山周辺であり、この地で大きな群落を作っており、別名「フジザクラ」の由来にもなっている。本州のフォッサマグナ地域周辺の富士山・八ヶ岳・金峰山などの山梨県を中心に分布するマメザクラは、標高1000m以上の冷温帯から亜高山帯にかけての森林帯に自生しており、火山性の岩石地に高い密集度で群落を作っていて、2m程度の低木で花と葉をつける。一方、伊豆半島以東に分布するマメザクラは、標高1000m以下に自生し、房総半島などでは海岸近くに自生し、4mを超える比較的大型の個体が多い。これらの個体は変異が大きく、産地ごとに花色・花形・花の大きさのほかにも葉や萼筒に違いがあるため、今後はそれぞれ別の変種として区分されることが検討されうる。平均的なものの樹形は傘状で低木。一重咲きで淡紅色の小輪の花を咲かせ、東京基準の花期は3月中旬。
変種のキンキマメザクラは、本州中部以西の北陸から近畿にかけて分布していて主に日本海側の山地に分布している。変種のマメザクラと同じく個体による変異が大きく、北陸地方に分布するものは花が大輪で白色、長野県南部や京都府大江山のものは花が小輪で淡紅色のものが多い。平均的なものの樹形は広卵状で低木。一重咲きで白色の小輪の花を咲かせ、東京基準の花期は3月中旬。
変種のブコウマメザクラは、おそらく数百個体しかないため絶滅危惧に指定されており、奥多摩・秩父・妙義山に分布し、石灰岩地に自生していることが多い。石灰岩地は栄養分のある土壌が発達しないため珍しい植物が自生していることが多く、オオヤマザクラの変種のキリタチヤマザクラも石灰岩地に自生する珍しいサクラである。

## マメザクラ群
C. × parvifoliaと学名表記されるマメザクラとオオシマザクラの種間雑種のうち栽培品種のウミネコは日本国外でよく育てられている。また、一般的にはエドヒガン群に分類されるが、Cerasus × subhirtellaと学名表記されるマメザクラとエドヒガンの種間雑種はコヒガン系とも呼ばれ、コヒガン、ジュウガツザクラ、シキザクラ、オモイガワ、クマガイ、ウジョウシダレ、コシノヒガン（タカトオコヒガン）などの多くの栽培品種があり、こちらも日本や海外で育てられている。マメザクラ群は、マメザクラ系とタカネザクラ系に分かれている場合があるが、タカネザクラには関しては該当ページに記述を譲る。
ここではその一部を上げる。

### 野生種
- マメザクラ (豆桜)
  - キンキマメザクラ（近畿豆桜）- マメザクラの変種
  - ブコウマメザクラ（武甲豆桜）- マメザクラの変種

種間雑種
- コヒガン（小彼岸）系 - マメザクラ × エドヒガンの種間雑種（C. × subhirtella）。コヒガンはエドヒガン系とされることもあるがこちらにも掲載する。コシノヒガン・ホシザクラ・ヤブザクラがコヒガンの品種 (form)とされる場合もある[12]。コヒガンの栽培品種についてはコヒガンやエドヒガンのページに記載。

### 栽培品種
- アカネヤエ（茜八重）
- アメダマザクラ（飴玉桜）- マメザクラ × ヤマザクラ × オオシマザクラの種間雑種（ C. × parvifolia）の栽培品種[13][14]
- ウミネコ（海猫） - 主にヨーロッパで栽培されている栽培品種。
- オシドリザクラ（鴛鴦桜・富士霞桜[15]）- このほかにも別名のフジカスミザクラには変種としてのマメザクラそのものの個体もある[16]。
- クマガイザクラ（熊谷桜・八重咲山彼岸） - キンキマメザクラの八重の栽培品種。クマガイ（サクラクマガイ）とは別の栽培品種。
- コジョウノマイ（湖上の舞）
- ショウドウザクラ（勝道桜）- マメザクラ × オオヤマザクラ（ C. × syodoi）の種間雑種の栽培品種[13]
- ショウドウヒガン（勝道彼岸）
- ショウフクジザクラ（正福寺桜・正福寺枝垂・湯村枝垂・湯村）
- フタカミザクラ（二上桜） - 1970年に二上山で発見された品種。
- フユザクラ（冬桜・小葉桜） - 11月から12月の終わりごろまで花を咲かせることで知られる。群馬県藤岡市の桜山はフユザクラの名所として名高い。
- マナヅルザクラ（真鶴桜）
- ミドリキンキマメザクラ（緑近畿豆桜） - キンキマメザクラの赤色色素が欠損した栽培品種[17]。
- ミドリザクラ（緑桜・緑萼桜）
- ミドノヤエ（水土野八重）